# Palaua guentheri
Palaua guentheri là một loài thực vật có hoa trong họ Cẩm quỳ. Loài này được F. Bruns mô tả khoa học đầu tiên năm 1929.